# Vuelta a Burgos 2001
La XXIII Vuelta a Burgos se disputó entre el 20 y el 24 de agosto de 2002 con un recorrido de 782 km dividido en 5 etapas, con inicio en Burgos y final en Burgos. La prueba perteneció al Ranking UCI, dentro de la máxima categoría para vueltas de varias etapas: 2.HC; justo por detrás de las Grandes Vueltas.
Tomaron parte en la carrera 18 equipos. Los 4 equipos españoles de Primera División (ONCE-Eroski, iBanesto.com, Euskaltel-Euskadi y Comunidad Valenciana-Kelme); y los 2 de Segunda División (Relax-Fuenlabrada y Jazztel-Costa de Almería). En cuanto a representación extranjera, estuvieron 12 equipos (Lotto-Adecco, Vlaanderen-T Interim, CSC Tiscali, Saeco-Longoni Sport, Team Deutsche Telekom, Team Coast, Domo-Farm Frites, Festina Watches, Mercatone Uno-Stream TV, Tacconi Sport-Vini Caldirola, Mapei-Quick Step y US Postal Service). Formando así un pelotón de 141 ciclistas, con 8 corredores cada equipo (excepto el CSC Tiscali, Team Deutsche Telekom y Team Coast que salieron con 7), de los que acabaron 121.
El ganador final fue Juan Miguel Mercado (quien además se hizo con la etapa reina). Le acompañaron en el podio José Luis Rubiera y Eladio Jiménez respectivamente.
En las clasificaciones secundarias se impusieron José Luis Rubiera (montaña), Óscar Freire (regularidad), José Antonio Garrido (metas volantes) e iBanesto.com (equipos).

## Etapas
| Etapa     | Fecha        | Recorrido                                      | km  | Ganador             | Líder               |
| --------- | ------------ | ---------------------------------------------- | --- | ------------------- | ------------------- |
| 1.ª etapa | 20 de agosto | Burgos-Aranda de Duero                         | 155 | Andrea Tafi         | Andrea Tafi         |
| 2.ª etapa | 21 de agosto | Covarrubias-Lagunas de Neila                   | 172 | Juan Miguel Mercado | Juan Miguel Mercado |
| 3.ª etapa | 22 de agosto | Briviesca-Miranda de Ebro (San Juan del Monte) | 18  | Carlos Sastre       | Juan Miguel Mercado |
| 4.ª etapa | 23 de agosto | Oña-Medina de Pomar                            | 165 | Massimo Apollonio   | Juan Miguel Mercado |
| 5.ª etapa | 24 de agosto | Melgar de Fernamental-Burgos                   | 172 | Óscar Freire        | Juan Miguel Mercado |

## Clasificaciones finales
| \| 1. \| Juan Miguel Mercado \| 18h 50' 04" \| \| 2. \| José Luis Rubiera \| + 17" \| \| 3. \| Eladio Jiménez \| + 18" \| \| 4. \| Óscar Sevilla \| + 25" \| \| 5. \| Fernando Escartín \| + 50" \| \| 6. \| Levi Leipheimer \| + 57" \| \| 7. \| Félix Cárdenas \| + 1' 07" \| \| 8. \| Félix Manuel García \| + 1' 17" \| \| 9. \| Carlos Sastre \| + 1' 22" \| \| 10. \| Gerhard Trampusch \| + 1' 29" \| |                     |             |
| 1. | Juan Miguel Mercado | 18h 50' 04" |
| 2. | José Luis Rubiera   | + 17"       |
| 3. | Eladio Jiménez      | + 18"       |
| 4. | Óscar Sevilla       | + 25"       |
| 5. | Fernando Escartín   | + 50"       |
| 6. | Levi Leipheimer     | + 57"       |
| 7. | Félix Cárdenas      | + 1' 07"    |
| 8. | Félix Manuel García | + 1' 17"    |
| 9. | Carlos Sastre       | + 1' 22"    |
| 10. | Gerhard Trampusch   | + 1' 29"    |

| \| 1. \| José Luis Rubiera \| 39 p. \| \| 2. \| Juan Miguel Mercado \| 33 p. \| \| 3. \| Francisco Cerezo \| 28 p. \| |                     |       |
| 1. | José Luis Rubiera   | 39 p. |
| 2. | Juan Miguel Mercado | 33 p. |
| 3. | Francisco Cerezo    | 28 p. |

| \| 1. \| Óscar Freire \| 47 p. \| \| 2. \| Juan Miguel Mercado \| 35 p. \| \| 3. \| Massimo Apollonio \| 35 p. \| |                     |       |
| 1. | Óscar Freire        | 47 p. |
| 2. | Juan Miguel Mercado | 35 p. |
| 3. | Massimo Apollonio   | 35 p. |

| \| 1. \| José Antonio Garrido \| 12 p. \| \| 2. \| Elio Aggiano \| 10 p. \| \| 3. \| Fabio Roscioli \| 8 p. \| |                      |       |
| 1. | José Antonio Garrido | 12 p. |
| 2. | Elio Aggiano         | 10 p. |
| 3. | Fabio Roscioli       | 8 p.  |

| \| 1. \| iBanesto.com \| 56h 34' 03" \| \| 2. \| Comunidad Valenciana-Kelme \| + 45" \| \| 3. \| Deutsche Telekom \| + 2' 30" \| |                            |             |
| 1. | iBanesto.com               | 56h 34' 03" |
| 2. | Comunidad Valenciana-Kelme | + 45"       |
| 3. | Deutsche Telekom           | + 2' 30"    |